# Bupleurum flavum
Bupleurum flavum là một loài thực vật có hoa trong họ Hoa tán. Loài này được Forssk. mô tả khoa học đầu tiên năm 1775.